# La Briga
La Briga (en lígur brigasc: Ra Briga, occità: La Briga, francès: La Brigue, piemontès: Briga Marìtima, italià: Briga Marittima) és un municipi occità provençal, situat al departament francès dels Alps Marítims i a la regió de Provença-Alps-Costa Blava. Al municipi s'hi parla el brigasc, varietat del lígur i no pas de l'occità.

## Demografia
| 1962                                       | 1968 | 1975 | 1982 | 1990 | 1999 | 2006 |
| ------------------------------------------ | ---- | ---- | ---- | ---- | ---- | ---- |
| 477                                        | 582  | 493  | 495  | 618  | 595  | 630  |
| Des de 1962: població sense dobles comptes |      |      |      |      |      |      |

## Administració
| Període   | Identitat          | Partit |
| --------- | ------------------ | ------ |
| 1949-1965 | Aimable Gastaud    |        |
| 1965-1983 | André Merquiol     |        |
| 1983-2008 | Jean-Pierre Bronda | UMP    |
| 2008-2014 | Bernard Gastaud    |        |
| 2014-     | Daniel Alberti     |        |

## Agermanaments
- Triora